# シアメマジン
シアメマジン（英：Cyamemazine、Tercian）は、シアメプロマジン（cyamepromazine）としても知られるフェノチアジン系の定型抗精神病薬で、1972年にフランスでTheraplixにより導入され、後にポルトガルでも導入された。

## 医療用
その独特の抗不安作用により、統合失調症の治療、特に精神病関連不安の治療に使用される。
ベンゾジアゼピン離脱症候群に関連する不安や、自殺傾向のあるうつ病の不安の軽減にも用いられる。

## 副作用
以下は、最も一般的な副作用とそれに関連する発生率である：
- 鎮静（20%）
- 回転性めまい（7.9%）
- 便秘（4%）
- ジスキネジア（4.4%）
- 口渇（5.9%）
- 低血圧（7.4%）
- 頻脈（3.2%）

## 作用機序
シアメマジンは他のフェノチアジン系神経遮断薬と異なり、ドーパミン、α1-アドレナリン作動性、H1、mACh受容体アンタゴニストという通常の特性に加え、5-HT2A、5-HT2C、5-HT7を含むいくつかのセロトニン受容体の強力な遮断作用を示す。これらの作用は、シアメマジンの抗不安作用（5-HT2C）および錐体外路症状の副作用の欠如（5-HT2A）に関与しており、定型抗精神病薬として分類されているにもかかわらず、実際には非定型抗精神病薬のように振る舞う。
| 受容体                                                      | Ki (nM) | 種         | 出典   |
| ----------------------------------------------------------- | ------- | ---------- | ------ |
| H1                                                          | 9.3     | モルモット | [ 14 ] |
| H1                                                          | 351     | モルモット | [ 14 ] |
| H1                                                          | 10000+  | ラット     | [ 14 ] |
| M1                                                          | 13      | ヒト       | [ 14 ] |
| M2                                                          | 42      | ヒト       | [ 14 ] |
| M3                                                          | 32      | ヒト       | [ 14 ] |
| M4                                                          | 12      | ヒト       | [ 14 ] |
| M5                                                          | 35      | ヒト       | [ 14 ] |
| 5-HT1A                                                      | 517     | ヒト       | [ 14 ] |
| 5-HT2A                                                      | 1.5     | ヒト       | [ 14 ] |
| 5-HT2C                                                      | 12      | ヒト       | [ 14 ] |
| 5-HT3                                                       | 2943    | ヒト       | [ 14 ] |
| 5-HT7                                                       | 22      | ヒト       | [ 14 ] |
| D1                                                          | 3.8     | ヒト       | [ 14 ] |
| D2                                                          | 5.8     | ヒト       | [ 14 ] |
| D3                                                          | 2.5     | ヒト       | [ 14 ] |
| D4                                                          | 5.3     | ヒト       | [ 14 ] |
| α1                                                          | 2.3     | ラット     | [ 14 ] |
| α2                                                          | 1320    | ラット     | [ 14 ] |
| GABAA                                                       | 10000+  | ラット     | [ 14 ] |
| GABAB                                                       | 10000+  | ラット     | [ 14 ] |
| Ki (nM). この値が小さいほど、薬物はその部位に強く結合する。 |         |            |        |

## 合成

合成法: 特許:

2-シアノフェノチアジン [38642-74-9] (1) 3-クロロ-2-メチルプロピル(ジメチル)アミン [23349-86-2] (2)